# Elephantosaurus jachimovitschi
Elephantosaurus jachimovitschi è un terapside estinto, appartenente ai dicinodonti. Visse nel Triassico medio (Ladinico, circa 242 - 238 milioni di anni fa) e i suoi resti fossili sono stati ritrovati in Russia.

## Descrizione
Questo animale è noto solo grazie all'olotipo, un cranio incompleto catalogato come PIN 525/25, ed è quindi impossibile ricostruirne fedelmente l'aspetto. Si suppone che Elephantosaurus fosse un animale di grandi dimensioni: il solo cranio doveva essere lungo almeno 30 centimetri, e l'animale intero raggiungeva forse i 3 metri di lunghezza. Il cranio include porzioni della regione interorbitale sinistra e le ossa nasali; le ossa del tetto cranico sono insolitamente spesse. Un'altra caratteristica di questo animale era data dal margine dell'orbita, parzialmente costituito dall'osso frontale, al contrario di quanto avveniva in animali simili quali Stahleckeria.

## Classificazione
Elephantosaurus era un membro dei kannemeyeriiformi, un grande gruppo di dicinodonti derivati tra i cui rappresentanti vi erano anche forme gigantesche (come Lisowicia). Non è chiara la classificazione di Elephantosaurus all'interno del gruppo: benché spesso considerato un membro della famiglia Stahleckeriidae, alcune caratteristiche (come il margine orbitale parzialmente costituito dal frontale) sembrerebbero escluderlo da questa famiglia (Kammerer et al., 2013).
Elephantosaurus jachimovitschi venne descritto per la prima volta nel 1969 sulla base di un fossile ritrovato nella formazione Bukobay in Baschiria, in Russia.